# Lal
Lal – turecko-brytyjski film fabularny z 2013 w reżyserii Semira Aslanyürka.

## Fabuła
Akcja filmu rozgrywa się w latach 70. XX wieku. Dwóch czternastolatków Cemal i Süleyman podróżuje z Antiochii do Adany z zamiarem odnalezienia słynnego reżysera Yilmaza Güneya. W czasie podróży chłopcy stykają się z absurdalnymi sytuacjami, spowodowanymi napiętą sytuacją polityczną i konfliktem o Cypr, spotykają też bohaterów filmów Güneya.

## Obsada
- Emre Altuğ jako Faytoncu Cabbar
- Ata Murat Kalkan jako Cemal
- Erdal Sari jako Süleyman
- Erkan Can jako komisarz Yavuz
- Asiye Dinçsoy
- Mehmet Erbil jako Bekçi Ali
- Gürkan Uygun jako Kacakci Cafer
- Feride Çetin jako pasterz
- Serdal Genç
- Derya Uçar